# Konsumsoziologie
Die Konsumsoziologie ist eine spezielle Soziologie und befasst sich mit allen Formen des Konsumverhaltens (Verbraucherverhaltens) und -handelns, seinen Ursachen und seinen Entwicklungen. Auf Grund der wesentlichen Interdependenzen zwischen Wirtschaft und Gesellschaft ist die Konsumsoziologie ein Teilgebiet der Wirtschaftssoziologie.

## Forschungsgebiete
Sie betrachtet somit das soziale Verhalten bzw. Handeln des Käufers beim Erwerb von Konsumgütern, im Einzelnen die Auswahl des Kaufobjekts, die Wahl einer Kaufstätte, die Kaufentscheidung sowie die Art der Bezahlung und der sie beeinflussenden Faktoren, ferner die Entstehung der darauf einwirkenden Bedürfnisse, die Entstehung und Wirkung von Konsumnormen, die sozialen Formen und -gewohnheiten (wie Sofortness) und die Gruppeneinflüsse auf das konsumbezogene soziale Verhalten/Handeln. Hierbei versucht sie, Entwicklungen (wie Konsumwandel) und Probleme (wie die Komplexität und Unüberschaubarkeit der Märkte) – gerne auch aus kultur- bzw. gesellschaftskritischer Perspektive – zu erforschen.

## Spezielle Konsumsoziologien
- Ernährungssoziologie
- Markensoziologie